# Realitos
Realitos é uma Região censo-designada localizada no estado norte-americano do Texas, no Condado de Duval.

## Demografia
Segundo o censo norte-americano de 2000, a sua população era de 209 habitantes.

## Geografia
De acordo com o United States Census Bureau tem uma área de
0,7 km², dos quais 0,7 km² cobertos por terra e 0,0 km² cobertos por água. Realitos localiza-se a aproximadamente 135 m acima do nível do mar.

## Localidades na vizinhança
O diagrama seguinte representa as localidades num raio de 28 km ao redor de Realitos.